# Serrat de la Creu de Senties

El Serrat de la Creu de Senties, respecte del terme de l'Estany

El Serrat de la Creu de Senties és una muntanya i un petit serrat de 926 metres d'altitud en el seu punt més elevat del terme municipal de l'Estany, a la comarca del Moianès.
Està situat en el sector nord-est del terme, també al nord-est del poble de l'Estany. És a prop i al nord-oest de la masia de Senties i al sud de la de Cal Noè. És a ponent de la Quintana de Senties, al sud-est del Collet de Malloles i a llevant de la Sauleda. El Serrat de la Creu de Senties és al nord del Serrat del Vilardell, amb el qual forma un contínuum.